# HBO (Latinoamérica)
HBO (acrónimo de Home Box Office), es un canal de televisión por suscripción latinoamericano de origen estadounidense, que inició operaciones el 31 de octubre de 1991. Emite series originales, documentales y películas taquilleras de estreno. Es operado por Warner Bros. Discovery Latin America.

## Historia
A comienzos de 1991, Home Box Office, una subsidiaria de la recién creada compañía Time Warner, anunció la posibilidad del lanzamiento de una señal exclusiva para el mercado latinoamericano.
Tras el éxito del servicio premium para el público hispano en los Estados Unidos, entre 1989 y 1990, Home Box Office anunció una sociedad conjunta con la empresa de televisión por cable venezolano, Omnivisión Multicanal, para lanzar al aire una señal de televisión por suscripción premium. La sociedad conjunta terminó resultando en Home Box Office/Omnivisión Latinoamérica Entertainment (HBO - Ole, como acrónimo).
La señal latinoamericana de HBO comenzó sus transmisiones el 31 de octubre de 1991 en toda Latinoamérica a excepción de Brasil. HBO Ole transmitía conciertos, especiales, deportes y series. Originalmente transmitía su programación 12 horas al día, luego se expandiría a 18 horas en 1993. El 1 de noviembre de 1994, comienza a transmitir su programación 24 horas al día, inicialmente los fines de semana. Recién a partir del 2 de abril de 1995, comienza a transmitir su programación las 24 horas, los 7 días de la semana.
En el año 2000, HBO Ole cambió su denominación quitando la palabra "Ole" del logotipo, pasando a llamarse simplemente HBO.
En mayo de 2020, HBO Latin America Group es absorbido por WarnerMedia Latin America (anteriormente Turner Broadcasting System Latin America) después de que las acciones de Ole Communications en HBO fueron vendidas a esta empresa. Sus operaciones fueron fusionadas con WarnerMedia y sus oficinas en Bogotá fueron trasladadas a Buenos Aires.

## Logotipos

1991-2000
Desde 2000